# Ceratosolen bisulcatus
Ceratosolen bisulcatus är en stekelart som först beskrevs av Mayr 1885.  Ceratosolen bisulcatus ingår i släktet Ceratosolen och familjen fikonsteklar. Inga underarter finns listade i Catalogue of Life.